# تاکه‌شی هوندا (انیماتور)
تاکه‌شی هوندا (انگلیسی: Takeshi Honda; ۱۲ مارس ۱۹۶۸ – ) پویانما، و کارگردان پویانمایی اهل ژاپن بود.